# Caroline Miller
Caroline Shannon Miller (* 16. Juli 1991 in Rockville, Maryland) ist eine US-amerikanische Fußballspielerin.

## Karriere
Miller wurde Anfang 2013 beim College-Draft zur neugegründeten NWSL in der zweiten Runde an Position zehn von Washington Spirit verpflichtet. Ihr Ligadebüt gab sie am 14. April 2013 gegen die Boston Breakers. Für Washington kam sie in jedem der ersten sieben Saisonspiele zum Einsatz, ehe sie ein Ermüdungsbruch im rechten Knöchel stoppte. Aufgrund dieser Verletzung verpasste Miller auch die komplette Saison 2014 und kam erst im Mai 2015 zu zwei weiteren Einsätzen für die Spirit. Kurz darauf löste sie ihren Vertrag in Washington auf und wechselte in der Folge zum FC Kansas City. Nur wenige Wochen später schloss sich Miller dem schwedischen Zweitligisten Östersunds DFF an.

### Nationalmannschaft
Miller spielte für die US-amerikanischen Jugendnationalmannschaften in den Altersklassen U-16, U-17 und U-20.